# Nora Arnezeder
Nora Arnezeder (París, 8 de mayo de 1989) es una actriz y cantante francesa.

## Biografía
Nora es hija de Wolfgang, católico austriaco y su madre Piera, una judía egipcia.
A la edad de dos años dejó París con sus padres y se mudó a Aix-en-Provence. Cuando cumplió los catorce se mudó a Bali, donde residió durante un año. Posteriormente regresó a París, donde estudió danza y canto.
Su primer mayor rol fue en 2008, en la película París, París (Faubourg 36 en francés), dirigida por Christophe Barratier. En este film, Nora Arnezeder canta "Loin de Paname", canción nominada a Mejor Canción Original en los 82.os premios de la Academia. En 2009 fue el rostro de la fragancia "L'Idylle". En 2012 apareció en las películas Safe House, junto a Ryan Reynolds, y The Words, como Celia, y junto a Ben Barnes.
Nora también ha aparecido en la película de terror Maniac, junto a Elijah Wood.
En 2013 obtiene el rol principal de la película Angèlique, una nueva versión de la película Angèlique, marquise des Anges (Angélica, marquesa de los Ángeles), y bajo la dirección de Ariel Zeitoun.
En noviembre de 2014 fue seleccionada para el drama de verano Zoo de la CBS, basada en la novela de James Patterson y Michael Ledwige. Zoo se estrenó en el verano de 2015.

## Filmografía
| Año  | Título                        | Rol              | Notas                   |
| ---- | ----------------------------- | ---------------- | ----------------------- |
| 2007 | Les deux mondes               | Lyri             |                         |
| 2008 | Faubourg 36                   | Douce            | Rol principal           |
| 2011 | Louis la Chance               | Katia (Voz)      |                         |
| 2011 | La croisière                  | Chloé            |                         |
| 2012 | Lo que el día debe a la noche | Émilie           | rol principal           |
| 2012 | The Words                     | Celia            |                         |
| 2012 | Maniac                        | Anna             |                         |
| 2012 | Safe House                    | Ana Moreau       |                         |
| 2013 | Angélique                     | Angélique        | rol principal           |
| 2014 | Fiston                        | Sandra           |                         |
| 2014 | Mozart in the Jungle          | Anna Maria       | Temporada 1, Recurrente |
| 2015 | Zoo                           | Chloe Tousignant | Protagonista            |
| 2018 | Origin                        | Evelyn           | Protagonista            |
| 2018 | In the Cloud                  | Z                |                         |
| 2020 | Enamórate de mi               | Honey Bee Porter | Coprotagonista          |
| 2021 | Army of the Dead              | Lilly            |                         |
| 2022 | The Offer                     | Francoise Glazer |                         |
| 2024 | American Star                 | Gloria           |                         |